# Helkesida
A Helkesida (korábban Sainouroidea) a Rhizaria molekuláris filogenetikai elemzések alapján felfedezett csoportja. Általában ürülékben szabadon élő vagy állati emésztőrendszerben élő fajai vannak. Ez amőbák egyik kládjában a nyálkagombákhoz hasonló aggregált többsejtűség alakult ki.

## Morfológia
Fajai általában hátulsó ostorukon sikló apikálisan vagy szubapikálisan kétostorú egysejtűek. Amőboid kétostorú jellegeik ősiek, és nincs pikkelyük vagy héjuk. Egyes fajai azonban nem rendelkeznek ostorral (például Guttulinopsis) vagy amőboid jellemzőkkel (például Helkesimastix). A Cercozoa legtöbb fajával szemben, melyek cristái tubulárisak, előfordulhatnak lapos vagy lemezes cristák is, és lehetnek perifériás vezikulumaik is. Ez a Rhizaria egyetlen lemezes cristájú csoportja.
Apikális centroszómájuk amorf, és rizoplaszt rögzíti a maghoz. Kinetidája 2–4 rövid centriólumból ered sűrű fonalas gyökerekkel, melyek egymáshoz és a maghoz rögzítik. Elülső ostoruk 9+2-axonéma nélküli csonk vagy – a Helkesimastigidae esetén – ritkán rövid, laterálisan verő mozgó ostor. A centroszóma a nagyobb sejtekben számos mikrotubulust is alkot. A Golgi-készülék a magmembránhoz és az elülső rizoplaszthoz csatlakozik. A sejtmag elülső végéhez mikrotest csatlakozik.
Egyik nemzetsége, a Guttulinopsis, aggregált többsejtűek önálló ága, ahol gombaszerű termőtestek, a nyálkagombákhoz, például a Dictyosteliumhoz hasonló szorokarpiumok alakultak ki. Ezt Cavalier-Smith lebenyes amőbaként írta le.
9 részes membrán alatti váza van. Centrióluma rövidebb (szélesség 1–1,5-szerese), mint a Cercozoa legtöbb fajában (2–2,5-szerese). Erősen akronémás hátulsó ostora átmeneti részén felületi rácsa és kilencszögű rostja van, a hátulsó centriólumok sűrű spirálrosthoz csatlakoznak bazálisan, mikrotubulus-gyökérhez laterálisan. Elülső ostorcsonkjai nem rendelkeznek e szerkezetekkel, se gyökerekkel, kilencfogású szimmetriájú membrán alatti vázzal viszont igen. Peroxiszómája a sejtmaghoz csatlakozik. A Helkesimastigidae ezzel szemben mindig kétostorú, félmerev.
A Helkesimastix és a Sainouron ostorgyökerei másodlagosan egyszerűsödtek, a Cholamonas azonban 4 ostorú.

## Életciklus
A Helkesimastigidae nyugvó cisztákat alkothat. A négyostorú fajok – például a Cholamonas – paraziták.

## Ökológia
A Helkesida bakterivor amőbák kládja, fajai többnyire ürülékkel összefüggő életmódú szabadon élő vagy állathoz kapcsolódó (endozoikus) életmódúak. Előbbiek aerob körülmények közt szaporodnak, utóbbiak mikroaerofilok. A Rosculus képes anaerob kultúrában is élni. Nem ismert, hogy a szabadon élő vagy endozoikus életmódot kedvelik jobban.
Egyes állatok különböző Helkesida-nemzetségek és -fajok gazdái lehetnek. Egy állat több faj gazdája lehet egyszerre, és egy faj különböző gazdákban lehet jelen. Életciklusuk és ökológiájuk jobb megismeréséhez több mintavétel kell a gazdáktól, az amőbákból, valamint több molekuláris adat is kell.

## Evolúció és rendszertan

### Történet

#### Előtörténet
A Cholamonas nemzetséget 2000-ben fedezték fel Flavin et al. egy Diopsidába tartozó légy emésztőrendszerében. Ezt a mag melletti test jelenléte és a kinetidaszerkezet miatt eleinte a Cercomonadidába sorolták, azonban annak minden más addig ismert fajától különbözött mikofágiája, endokommenzalizmusa, mitokondriumai és fényvisszaverő szemcséi eloszlása és kevés állába miatt.

#### Felfedezése után
Eredeti neve Sainouroidea. 2009-ben fedezték fel erősen divergens Cercozoa-kládként a Cholamonas cytrodiopsidis, a Sainouron acronematica és a Helkesimastix marina 18S rRNS-e szekvenálásán alapuló filogenetikai elemzésekkel. Molekulárisan sokszínű klád egy eredetileg is héj nélküli amőboid kétostorú csoporton, a Monadofilosán belül. Egy 2016-os tanulmány korábban ismeretlen Helkesida-diverzitást mutatott ki ürülékben. Korábbi környezeti DNS-mintavételek a Sainouroideából távoli 18S rDNS-szekvenciáik miatt kizártak csoportokat. Egy 2018-as tanulmány számos új nemzetséget és fajt mutatott ki.
A csoport eredeti neve, a Sainouroidea a főcsaládok „-oidea” végződésével rendelkezett, de nem rendelték családhoz vagy rendhez bizonytalan filogenetikai helyzete miatt. Egy 2018-as módosításban a Helkesea osztályt és Helkesida rendet hozták létre e név helyett, a Sainouroideát pedig a három család egyikét, a Sainouridaet tartalmazó csoportként definiálták a többi két családot, a Helkesmiastigidaet és a Guttulinopsidaet tartalmazó másik főcsalád, a Helkesimastigoidea mellett.
Cavalier-Smith 2022-es tanulmányában a Helkesida rövid átmeneti zónáját ősinek tekintette a Metromonadea és a Glissomonadida makk-V-szerkezethez képest disztálisan erősen elmozdult átmeneti lemeze révén igen megnyúlt átmeneti zónájához képest, miután kimutatta, hogy a Helkesida átmeneti lemeze korábbi feltételezéseivel ellentétben létezik; és a sárgásmoszatokat, a Rhizaria egyik külcsoportját a felület-rács szerkezetek általános jelenléte vizsgálatában fontos csoportként azonosította.

### Rendszertan
Jelenleg 24 fajt tartalmaz 9 nemzetségben, 3 családban és 2 főcsaládban. Emellett számos környezeti szekvenálás alapján felfedezett OTU is ismert, ezek leíratlan kládok tagjai lehetnek.
A Sainouroidea monotipikus, egyetlen családja, a Sainouridae azonban 18S rDNS alapján nem monofiletikus, mivel a Cholamonas a legbazálisabb, a Sainouron a második legbazálisabb nemzetségnek, míg az Acantholus és a Homocognata egymás testvérnemzetsége, ez utóbbi közös csoportja a Helkesimastigoidea testvércsoportja. Ennek két családja, a Helkesimastigidae és a Guttulinopsidae egyaránt monofiletikusak – előbbi monotipikus, mert csak a Helkesimastix tagja, utóbbi 4 nemzetséggel rendelkezik, melyek közül a Puppisaman bazális, a Rosculus a második legbazálisabb, az Olivorum és a Guttulinopsis egymás testvércsoportja.
- Superfamilia Sainouroidea Cavalier-Smith et al. 2009 emend. 2018
  - Familia Sainouridae Cavalier-Smith 2008
    - Acantholus Schuler et Brown 2018[4]
      - Acantholus ambigus Schuler et Brown 2018

    - Cholamonas Flavin et al. 2000[7]
      - Cholamonas cytrodiopsidis

    - Homocognata Schuler, Silberman et Brown 2018[4]
      - Homocognata vulgaris Schuler, Silberman et Brown 2018

    - Sainouron Sandon 1924[10]
      - Sainouron acronematica Cavalier-Smith et al. 2008[11]
      - Sainouron mikroteron Sandon 1924
- Superfamilia Helkesimastigoidea Cavalier-Smith 2018
  - Familia Helkesimastigidae Cavalier-Smith 2008
    - Helkesimastix Woodcock et Lapage 1915[12]
      - Helkesimastix faecicola Woodcock et Lapage 1915
      - Helkesimastix major Woodcock 1921
      - Helkesimastix marina Cavalier-Smith 2009[1]

  - Familia Guttulinopsidae Olive 1970
    - Guttulinopsis Olive 1901[13]
      - Guttulinopsis clavata Olive 1901
      - Guttulinopsis erdosi Schuler, Silberman et Brown 2018
      - Guttulinopsis rogosa Schuler, Tice, Silberman et Brown 2018
      - Guttulinopsis stipitata Olive 1901
      - Guttulinopsis vulgaris Olive 1901

    - Olivorum Schuler, Tice, Silberman et Brown 2018[4]
      - Olivorum cimiterus Schuler, Tice, Silberman et Brown 2018

    - Puppisaman Schuler et Brown 2018[4]
      - Puppisaman gallanis Schuler et Brown 2018

    - Rosculus Hawes 1963[14]
      - Rosculus hawesi Schuler, Tice et Brown 2018
      - Rosculus incognitus Schuler et Brown 2018
      - Rosculus ithacus Hawes 1963
      - Rosculus liberus Schuler et Brown 2018
      - Rosculus macrobrachii Aravindan, Kalavati et Sheeja 2002
      - Rosculus philanguis Schuler, Silberman et Brown 2018
      - Rosculus piscicus Schuler, Silberman et Brown 2018
      - Rosculus terrestris Jousset, Bass et Geisen 2016
      - Rosculus vulgaris Schuler, Silberman et Brown 2018

Cavalier-Smith 2018-ban a Sainouridae és a Thecofilosea közös csoportjaként írta le.

## Genetika
A Helkesida és a Guttulinopsidae ribocsoportok.
Egy végleges név nélküli rovarlakó fajában (ideiglenes nevén exLh) nem kanonikus magi kód ismert, ahol az UAG-nek leucin felel meg, míg az UAA és az UGA stopkodonok maradtak.

## Fordítás
Ez a szócikk részben vagy egészben  a   Helkesida című angol Wikipédia-szócikk ezen változatának fordításán alapul.  Az eredeti cikk szerkesztőit annak laptörténete sorolja fel. Ez a jelzés csupán a megfogalmazás eredetét és a szerzői jogokat jelzi, nem szolgál a cikkben szereplő információk forrásmegjelöléseként.